# Шуйский, Иван Михайлович Плетень
Князь Ива́н Миха́йлович Шу́йский по прозванию Плете́нь (? — † 1559) — русский военный деятель, воевода, наместник, дворецкий и боярин во время правления Василия III Ивановича и Ивана IV Васильевича.
Из княжеского рода Шуйские. Старший сын князя Михаила Васильевича Шуйского. Имел брата, князя Андрея Михайловича.

## Биография

### Служба Василию III
Дважды, в 1528 и 1533 годах с братом Андреем намеревался воспользоваться правом вассала на отъезд к новому сюзерену — Дмитровскому удельному князю Юрию Ивановичу. В июне 1528 году по нём поручились дети боярские, а с него взята поручная запись в его верности великому князю.
В 1531 году, в августе прибыл из Каширы в Коломну, в сентябре по перемене воевод, первый воевода Большого полка в Коломне, откуда отправился воеводой на берег Оки на Сенькин брод.
В июле 1532 года первый воевода Большого полка на Угре.
В 1533 году упомянут на свадьбе удельного князя Старицкого Андрея Ивановича и княжны Ефросинии Андреевны Хованской, в первый и второй день свадьбы был за столом у Государя.

#### Служба Ивану Грозному
Имел очень большое влияние в годы малолетства Ивана IV и правления Елены Глинской, участвовал в борьбе боярских группировок в борьбе за власть.
В 1534 и 1538 годах наместник в Холмогорах. С 1535 года наместник двинский. В апреле этого же года пожалован в бояре.
В 1538 году первый воевода Большого полка на Угре.
В 1540 году назван московским наместником. В этом же году первый воевода Большого полка в Ливонском походе, а потом в числе воевод того же полка в государевом походе против шведов.
В 1541 году новгородский наместник. В этом же году второй воевода Большого полка под Рословлем, а в июле воевода в Коломне на берегу Оки против войск крымского хана Сахиба I Гирея, коих всеми силами от реки отбили и принудили удалиться из российских областей.
В 1542 году, после смерти своего родственника Ивана Васильевича Шуйского, занимавшего первое место в боярской думе, Иван Михайлович получил долю влияния в правительстве.
В 1543 году второй воевода Большого полка в Коломне, где упомянут и в январе 1544 года. В сентябре этого же года участвует в приёме литовского посланника Т. Моисеевича в Москве, где указан вторым бояриным за большим столом.
В 1544 году воевода во Владимире.
В марте 1545 года участвует в Казанском походе нагорную стороной на Казанское ханство, в чине 1-й воевода Большого полка.
В 1546 году упомянут новгородским наместником. В этом же году, в апреле первый воевода войск правой руки, в полках брата Грозного — Юрия Васильевича в походе к Коломне. Стоял в Кашире в связи с угрозой крымского вторжения с полком правой руки 2-м воеводою.
В 1547 году показан в дворецких. В этом же году, в феврале на бракосочетании царя Ивана Грозного с Анастасией Романовной Юрьевой-Захарьиной, звал на место Государя и носил к церкви вино для венчания, после назначен воеводой в Серпухов, а оттуда переведён в Каширу. В 1547—1548 новгородский наместник.
В 1548 году участвовал с Государём в царском походе к Нижнему Новгороду и во Владимир, для Казанского похода, а на возвратном пути был при Государе.
В апреле 1549 года первый воевода Большого полка в шведском походе.
В 1550 году во время государева зимнего Казанского похода наместник и первый воевода Большого полка в Нижнем Новгороде.
В 1551 году, в мае командовал Большим полком в Коломне, в сентябре велено ему идти с полками из Великих Лук к Полоцку и сходиться с государевым войском в Дорогобуже, а после направлен первым воеводой Большого полка в Коломну.
Вероятно, в 1552—1553 годах возглавлял Боярскую думу.
Упомянут 11 ноября 1552 года, когда послов принимал митрополит Макарий, замещая уехавшего в Троице-Сергиев монастырь на богомолье царя Ивана Грозного: «направо от митрополита, отодвинувшись на два места, сидели бояре, князь Иван Михайлович Шуйский да Данило Романович». В декабре этого же года к нему и другим боярам для переговоров из Великого княжества литовского приезжал посланник Я. Гайко.
В 1553 году в феврале-марте владимирский наместник, глава Разрядного приказа. Во время болезни царя Ивана Грозного, в марте, не хотел приносить присягу на верность наследнику Дмитрию, поддерживал князя Владимира Андреевича Старицкого. В мае этого же года участвует первым воеводой Большого полка в государевом походе в Коломну по «крымским вестям», в июле писал к нему великий епископ Радзивил и знатнейшие литовцы об прошении у Государя заключения мира и по его представлению заключить перемирие на два года. От его имени послан в Литву посол Н. Сущев. В ноябре этого же года послан от Государя с казанским царём Симеоном к митрополиту для принятия от него благословения царю, для бракосочетания Симеона Касаевича на девице Марии Андреевне Кутузовой-Клеопиной. На их свадьбе сидел первым в большом государевом столе в Столовой палате, напротив боярынь.
В 1554 году в мае послан из Нижнего Новгорода в Коломну командовать Большим полком. Вновь получил от знатнейших литовцев письмо о его представительстве у Государя на продолжение перемирия.
В 1555 году во время Коломенского похода царя в Тулу в связи с Судбищенской битвой оставлен охранять Москву — наместник московский вместе с Федором Ивановичем Скопиным (советник слабоумного Юрия Васильевича). В ноябре этого же года на свадьбе князя Ивана Дмитриевича Бельского и княжны Марфы Васильевны Шуйской, сидел первым за большим государевым столом, а после отправлен первым воеводою Большого полка коломенских войск. В этом же году паны Рады вновь прислали к нему грамоту, в коей он назван «бояриным ближней думы» и «наместником владимирским».
В 1556 и 1557 годах оставлен первым охранять Москву на время царского похода в Коломну и Серпухов по «крымским вестям» при родном царском брате — князе Юрии Васильевиче.
В июне 1557 года дал вклад по князю Ф. И. Скопину-Шуйскому в Троице-Сергиев монастырь, шубу из гороностая.
В 1558 году встречал первым на третьей встрече царя Шигалея.
В марте 1559 года вновь оставлен первым при царском брате для охраны столицы во время государева похода в Тулу по «крымским вестям».
В 1559 году умер приняв перед смертью монашество с именем Иона. По родословной росписи показан бездетным, но был женат на Татьяне Григорьевне Ловчиковой, дочери царского ловчего, опричника Григория Дмитриевича Ловчикова.
Современники отмечают, что Иван Михайлович, в отличие от брата, не рвался в большую политику, однако постарался извлечь из положения брата максимальные выгоды.

## Критика
От указанного выше пожалования в апреле 1535 года бояриным (эту же дату указывает В.Н Берх), имеются расхождения с датой пожалования: А. В. Зимин указывает на октябрь 1538 года, а Разрядная книга указывает на 1541 год